# Восточноармянский язык
Восточноармя́нский язы́к (арм. Արևելահայերեն, Արևելյան աշխարհաբար) — один из двух современных вариантов армянского языка, который является плюрицентрическим. Это индоевропейский язык, употребляемый в Закавказье и на постсоветском пространстве, а также в Иране. В связи с миграцией носителей языка из Армении и Ирана в армянскую диаспору, восточноармянский язык стал играть значительную роль там, где ранее употреблялся только западноармянский язык. Этот литературный вариант плюрицентрического армянского языка образовался в начале XIX века и основан на араратском и тифлисском диалектах армянского языка. Первой написанной на современном литературном восточноармянском книгой стала «Раны Армении» Хачатура Абовяна. Исторический роман «Раны Армении» (1841, издавался с 1858) — был первым армянским светским романом на до тех пор исключительно разговорном восточноармянском языке. Стоит упомянуть и Саят-Нову (XVIII век), как поэта, который творил на границе перехода от среднеармянского языка к новоармянскому. Он последний поэт среднеармянского и одновременно — первый поэт новоармянского. Его язык — это самое начало новоармянского.

## Официальный статус
Восточноармянский литературный язык — официальный язык Республики Армения.
Также использовался в непризнанной Нагорно-Карабахской Республике до начала военных действий в регионе в 2023 году.